# Maciejów (województwo małopolskie)
Maciejów – wieś w Polsce położona w województwie małopolskim, w powiecie miechowskim, w gminie Słaboszów.
W 1595 roku wieś położona w powiecie ksiąskim województwa krakowskiego była własnością wojewodziców krakowskich: Gabriela, Andrzeja i Jana Magnusa Tęczyńskich. W latach 1975–1998 miejscowość administracyjnie należała do województwa kieleckiego. Integralne części miejscowości: Kolonia, Nowy Maciejów, Włodzimierka.